# Phil Lord en Christopher Miller
Philip A. (Phil) Lord (Miami, 12 juli 1975) en Christopher Robert Miller (Everett, 23 september 1975) zijn een Amerikaans filmmakersduo. Het tweetal regisseerde onder meer de films Cloudy with a Chance of Meatballs (2009), 21 Jump Street (2012) en The Lego Movie (2014).

## Biografie
Phil Lord werd in 1975 geboren in Miami als de zoon van een Cubaanse psychologe en een Amerikaanse luchtvaartondernemer. Christopher Miller werd in hetzelfde jaar geboren in Everett. Hij groeide op in de omgeving van Seattle, waar zijn vader een houtzagerij had. Aan Dartmouth College leerden de twee elkaar kennen. Zowel Lord als Miller maakte in die periode regelmatig korte films. De twee hadden ook een voorliefde voor animatiefilms.
Tijdens hun studiejaren werd in de schoolkrant een artikel over Miller gepubliceerd. Michael Eisner, toenmalig CEO van The Walt Disney Company, kreeg het artikel onder ogen en nodigde Miller uit voor gesprek. Op vraag van Miller werd ook Lord uitgenodigd. De twee tekenden vervolgens een contract voor twee jaar bij de afdeling Disney Television Animation.
In 2002 werkte het duo de animatiereeks Clone High uit. De reeks was gebaseerd op een pilot die ze tijdens de jaren 1990 hadden geschreven en zonder succes hadden voorgesteld aan Fox. In de daaropvolgende jaren werkten Lord en Miller ook mee aan de sitcoms How I Met Your Mother en Brooklyn Nine-Nine.
Het filmdebuut van Lord en Miller volgde in 2008, toen de twee mochten meeschrijven aan de satirische komedie Extreme Movie. Een jaar later brak het duo door met de animatiefilm Cloudy with a Chance of Meatballs. De prent bracht meer dan 200 miljoen dollar op en werd genomineerd voor een Golden Globe. In 2012 regisseerden Lord en Miller de politiekomedie 21 Jump Street, wat een reboot was van de gelijknamige tv-serie uit de jaren 1980. De film werd een groot succes en kreeg twee jaar later een sequel. 
In 2014 schreef en regisseerde het duo de animatiefilm The Lego Movie. De film, gebaseerd op de gelijknamige speelgoedlijn, beschikte over een budget van 60 miljoen dollar en bracht aan de kassa meer dan 450 miljoen op. Ondanks het financiële succes en de vele positieve recensies werd The Lego Movie niet genomineerd voor een Academy Award in de categorie beste animatiefilm. De film won wel een BAFTA Award. Christopher Miller sprak tevens voor de film de stem in van de televisie presentator.
Na het succes van onder meer 21 Jump Street en The Lego Movie kregen Lord en Miller verscheidene aanbiedingen. De twee filmmakers werden in juli 2015 door Disney aangenomen om een film over het Star Wars-personage Han Solo te ontwikkelen, genaamd Solo: A Star Wars Story. Enkele maanden eerder was het duo ook gevraagd om een nieuwe Spider-Man-film te schrijven. In juni 2017, tijdens de opnames van de Han Solo-film, zette Disney de samenwerking met het duo stop. De twee regisseurs werden enkele dagen later vervangen door Ron Howard.

## Filmografie

### Film
| Jaar | Titel                               | Regisseurs | Scenaristen | Producenten |
| ---- | ----------------------------------- | ---------- | ----------- | ----------- |
| 2008 | Extreme Movie                       |            |             |             |
| 2009 | Cloudy with a Chance of Meatballs   |            |             |             |
| 2012 | 21 Jump Street                      |            |             |             |
| 2013 | Cloudy with a Chance of Meatballs 2 |            |             |             |
| 2014 | The Lego Movie                      |            |             |             |
| 2014 | 22 Jump Street                      |            |             |             |
| 2016 | Storks                              |            |             |             |
| 2017 | The Lego Batman Movie               |            |             |             |
| 2017 | The Lego Ninjago Movie              |            |             |             |
| 2018 | Solo: A Star Wars Story             |            |             |             |
| 2018 | Smallfoot                           |            |             |             |
| 2018 | Spider-Man: Into the Spider-Verse   |            |             |             |
| 2019 | The Lego Movie 2: The Second Part   |            |             |             |
| 2021 | The Mitchells vs. the Machines      |            |             |             |
| 2023 | Spider-Man: Across the Spider-Verse |            |             |             |

Phil Lord en Christopher Miller spreken ook overige stemmen voor hun eigen films: Cloudy with a Chance oof Meatballs (2009), The Lego Movie (2014), The Lego Movie 2: The Second Part (2019) en Spider-Man: Across the Spider-Verse (2023).

### Televisie
| Jaar      | Titel                      | Regisseurs | Scenaristen | Producenten | Opmerking             |
| --------- | -------------------------- | ---------- | ----------- | ----------- | --------------------- |
| 1998–2000 | Caroline in the City       |            |             |             | bijrol                |
| 1999      | Zoe, Duncan, Jack and Jane |            |             |             | 1 aflevering          |
| 2000      | Go Fish                    |            |             |             | 1 aflevering          |
| 2002–2003 | Clone High                 |            |             |             |                       |
| 2003      | Luis                       |            |             |             | supervising producers |
| 2004      | Cracking Up                |            |             |             | consulting producers  |
| 2004      | Method & Red               |            |             |             | 1 aflevering          |
| 2005–2006 | How I Met Your Mother      |            |             |             |                       |
| 2013      | Brooklyn Nine-Nine         |            |             |             | pilot                 |
| 2015–     | The Last Man on Earth      |            |             |             |                       |
| 2022      | The Afterparty             |            |             |             |                       |

### Videospellen
| Jaar | Titel                    | Regisseurs | Scenaristen | Producenten |
| ---- | ------------------------ | ---------- | ----------- | ----------- |
| 2009 | LittleBigPlanet          |            |             |             |
| 2011 | LittleBigPlanet 2        |            |             |             |
| 2014 | LittleBigPlanet 3        |            |             |             |
| 2020 | Sackboy: A Big Adventure |            |             |             |